# Marie-Thérèse Naundorff
Pour les articles homonymes, voir Naundorff et Marie-Thérèse de Bourbon.
Augusta Marie-Thérèse Naundorff, dit aussi Augusta Marie-Thérèse de Bourbon, née le 16 mai 1835 à Dresde et morte le 26 novembre 1908 à Apeldoorn, est le septième enfant de Karl-Wilhelm Naundorff, le plus célèbre de ceux qui, au XIXe siècle, prétendirent être le dauphin Louis XVII, fils du roi Louis XVI et de Marie-Antoinette d'Autriche, officiellement mort à la Tour du Temple.

## Biographie
Augusta Marie-Thérèse Naundorff est née le 16 mai 1835 à Dresde, de Karl-Wilhelm Naundorff (1785-1845) et de Jeanne Einert (1803-1888).
Elle épouse en 1875, Eugène Le Clercq (19 août 1830 à Semarang – 3 avril 1895 à Rotterdam). Le couple n'a pas d'enfant.
Elle vécut une vingtaine d'années à Java. Son époux était membre de la Chambre des Comptes aux Indes Néerlandaises. À la mort de son époux, elle revint en Hollande, d'abord à La Haye puis à Ginneken, faubourg de Bréda. Elle avait reçu une éducation très soignée, elle chantait, jouait du piano et en plus du français, elle parlait le hollandais, l'anglais, l'allemand et le malais qu'elle avait appris à Java.

## Armoiries
| Blason | Blasonnement : D'azur à un sacré-cœur de gueules accompagné de trois fleurs de lys d'or. Commentaires : En 1879, Louis-Charles de Bourbon (« Charles XI ») (1831-1899) et sa sœur Amélie (1819-1891) décident de porter le Sacré-Cœur en « abîme » sur l'écu traditionnel des rois de France aux trois fleurs de lys. |